# Boss AC
Boss AC es un poeta, productor y cantante de Hip Hop portugués. Junto con Gutto, creó No Stress, una de las mayores productoras de hip hop del país, produciendo discos para grupos como SSP, Zona J, y MESS.

## Discografía
- Mandachuva - 1998
- Rimar Contra a Maré - 2002
- Ritmo, Amor, Palavra - 2005